# 서귀포시 삼매봉도서관
서귀포시 삼매봉도서관은 대한민국 제주특별자치도의 공공도서관이다.

## 연혁
1986년에 문예회관이라는 이름으로 서귀포시가 설립하였다. 1987년에 시립미술관인 기당미술관과 함께 종합문예회관 소속이었다가 1996년에 종합문예진흥사업소가 설치되면서 1994년에 개관한 서귀포시 중앙도서관(당시 시립도서관)과 함께 종합문예진흥사업소의 소속이 되었다. 2004년에는 새로 도서관운영사업소가 신설되어 중앙도서관·동부도서관·서귀포 기적의 도서관과 함께 도서관운영사업소에 소속되었다. 이름은 문예회관이지만 실제로는 도서관 시설이라는 이유로 같은 해 지금의 삼매봉도서관으로 명칭을 변경하였다.
2006년에 행정구조 개편이 이루어지면서 제주시와 서귀포시가 운영하던 모든 도서관의 관리 주체가 제주특별자치도로 이관되고, 운영 주체도 제주특별자치도 사업운영본부 문화체육사업부가 되었다. 그러나 제주특별자치도의회가 사업운영본부를 6개월만에 폐지하고 기존 문화체육사업부의 업무는 관할 행정시장이 맡도록 조례를 개정하면서, 문화체육사업부의 여러 도서관운영사업소에서 나누어 운영하던 서귀포시 소재 도서관은 모두 서귀포도서관운영사업소 소속이 되어 2007년에 서귀포시로 이관되었다. 이후 서귀포시는 서귀포도서관운영사업소를 폐지하고, 주민생활지원국 문화예술과에 이들 도서관을 소속시켰다가 2008년 다시 서귀포시 도서관운영사업소를 신설하여 현재 삼매봉도서관은 이곳에서 운영하고 있다.

## 현황

### 소장 자료
2010년 12월 현재 도서는 총 72,966책, 비도서 자료는 1,304점을 소장하고 있다.

### 시설
도서관 건물은 지상 3층 규모로 제주특별자치도 서귀포시 남성로 34에 위치하고 있다. 구체적인 자료실 및 편의시설 배치는 다음과 같다.
- 1층 : 반입실, 사무실
- 2층 : 종합자료실, 향토자료실, 정보이용실, 아동자료실, 일반열람실, 교육실
- 3층 : 일반열람실

## 이용

### 이용 시간
- 열람실 : 3월 ~ 10월 06:00 ~ 24:00, 11월 ~ 2월 07:00 ~ 24:00
- 자료실, 정보이용실, 아동열람실 : 09:00 ~ 22:00
- 향토자료실 : 09:00 ~ 18:00
- 휴관일 : 매주 목요일, 1월 1일, 설·추석 연휴, 12월 31일

### 회원 자격
- 제주특별자치도에 주민등록이 되어 있는 도민(3세 이상)
- 제주특별자치도 소재 직장인 및 학생
- 제주특별자치도 거주 외국인

### 자료 대출 규정
- 대출자격 : 회원증을 소지한 본인에 한해 도서 대출
- 대출권수 : 1인 5책
- 대출기한 : 7일(1회에 한해 7일을 연장할 수 있음)